# 钳屯镇
钳屯镇，是中华人民共和国河北省廊坊市香河县下辖的一个乡镇级行政单位。
2013年，河北省民政厅批复同意撤销钳屯乡，设立钳屯镇，镇人民政府驻钳屯村平安路8号。

## 行政区划
钳屯镇下辖以下地区：
红庙村、西延寺村、二百户村、起河屯村、钳屯村、茅草店村、后家湾村、东延寺村、前延寺村、贾庄村、尚店村、张庄村、池屯村、赵屯村、刘庄村、雀林院村、坨子村、李辛庄村、窝头村、叶屯村和草寺村。